# Uvigerinella
Uvigerinella es un género de foraminífero bentónico de la subfamilia Uvigerininae, de la familia Uvigerinidae, de la superfamilia Buliminoidea, del suborden Buliminina y del orden Buliminida. Su especie tipo es Uvigerina (Uvigerinella) californica. Su rango cronoestratigráfico abarca desde el Aquitaniense (Mioceno inferior) hasta el Helvetiense (Mioceno medio).

## Discusión
Clasificaciones previas incluían Uvigerinella en el suborden Rotaliina del orden Rotaliida.

## Clasificación
Uvigerinella incluye a las siguientes especies:
- Uvigerinella californica †
  - Uvigerinella californica var. perparva †
- Uvigerinella curta †
- Uvigerinella michelsi †
- Uvigerinella obesa †
  - Uvigerinella obesa var. impolita †
- Uvigerinella oveyi †
- Uvigerinella parva †
- Uvigerinella pontosuturalis †
- Uvigerinella praeminuta †
- Uvigerinella quadrata †
- Uvigerinella sparsicostata †
- Uvigerinella subquadrata †

Otra especie considerada en Uvigerinella es:
- Uvigerinella konkensis †, de posición genérica incierta

En Uvigerinella se ha considerado el siguiente subgénero:
- Uvigerinella (Restis), también considerado como género Restis, pero considerado nomen nudum y como sinónimo de Uvigerinella